# Digitalis thapsi
Digitalis thapsi é uma espécie de planta com flor pertencente à família Scrophulariaceae. 
A autoridade científica da espécie é L., tendo sido publicada em Species Plantarum, ed. 2. 2: 867. 1763.
Os seus nomes comuns são abeloura-amarelada, dedaleira-amarela ou pegajo.

## Portugal
Trata-se de uma espécie presente no território português, nomeadamente em Portugal Continental.
Em termos de naturalidade é endémica da Península Ibérica.

## Protecção
Não se encontra protegida por legislação portuguesa ou da Comunidade Europeia.